# Pelargonium graveolens
Espèce
Classification phylogénétique

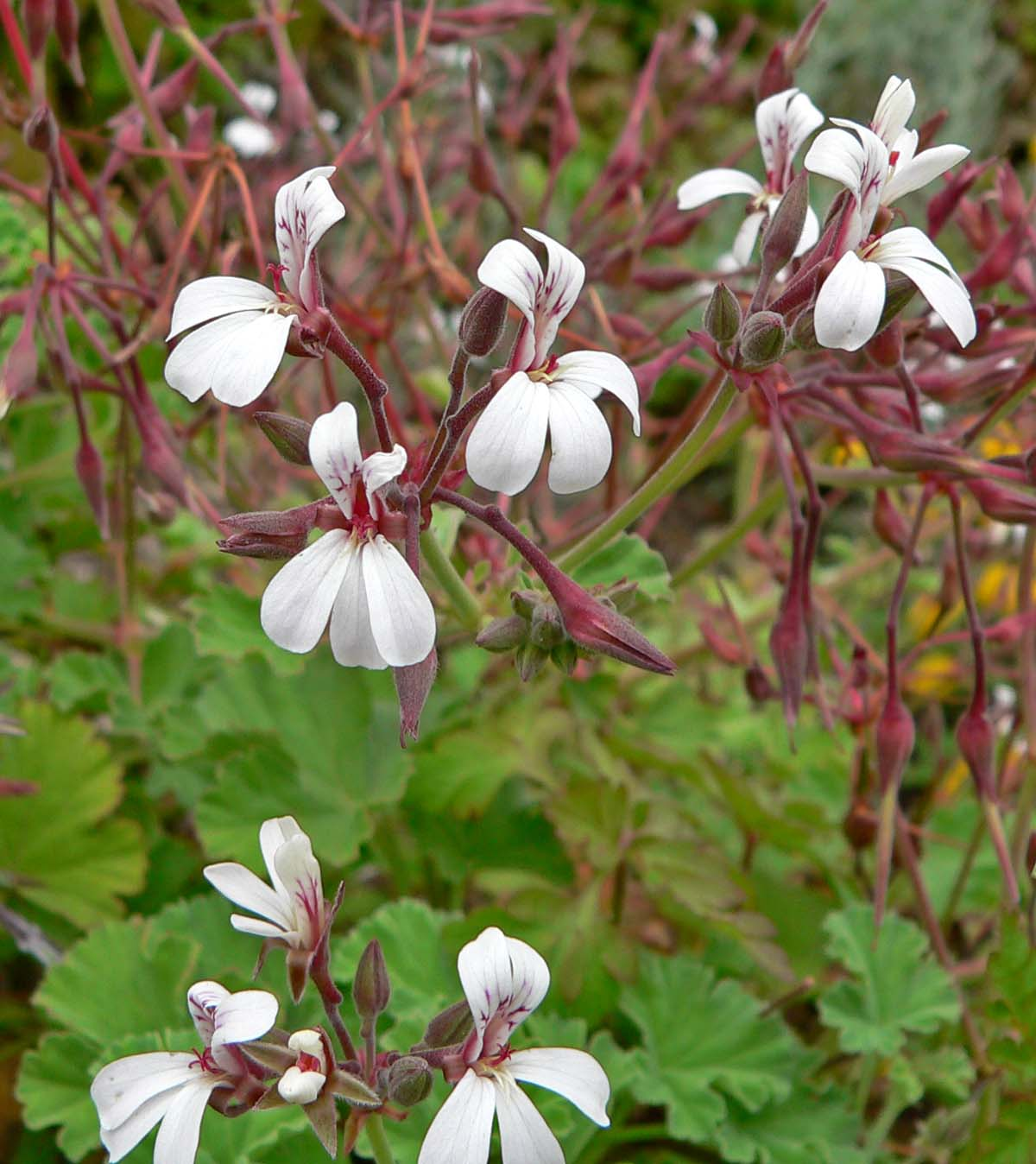
Pelargonium graveolens, on aperçoit des fruits sur la droite ; la plante est fertile, contrairement au géranium rosat.

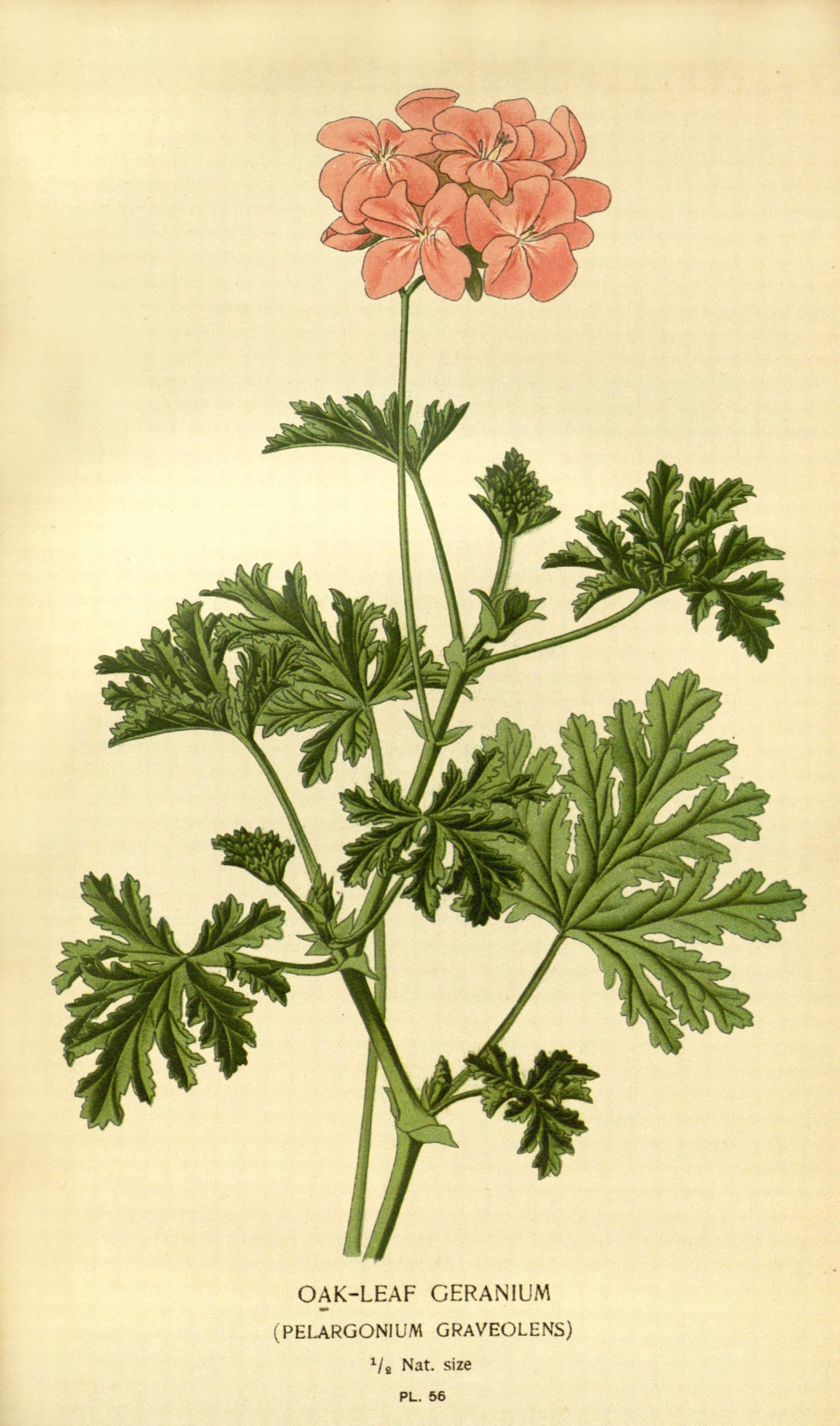
Pelargonium graveolens
chromolithographie, XIXe siècle.

Pelargonium graveolens ou pélargonium à forte odeur est une espèce de plantes à fleurs de la famille des Geraniaceae. C'est un arbrisseau originaire d'Afrique du Sud.
Si le feuillage de l'espèce sauvage dégage plutôt une odeur de menthe, il a par contre donné naissance à de nombreux cultivars hybrides, au parfum de rose prononcé. Le complexe d'hybrides de pélargoniums du type P. capitatum x P. graveolens et P. capitatum x P. radens, cultivés pour l'huile essentielle au parfum de rose, est  désigné par les termes génériques de « géranium rosat » ou « Pelargonium groupe rosat ». L'appellation de ces cultivars par le nom d'espèce Pelargonium graveolens, bien que très fréquente, est donc fautive sur le plan botanique.

## Étymologie et histoire
Le nom générique Pelargonium, en latin scientifique, dérive du grec pelargós (πελαργός), désignant la cigogne, la forme de leur fruit évoquant le bec de l'échassier. L'épithète spécifique graveolens vient du latin et signifie « dont l'odeur est forte » (Gaffiot).

## Description
Pelargonium graveolens est un arbrisseau, allant jusqu'à 1,30 m de haut et s'étalant sur 1 m de large, érigé, assez rameux. Les rameaux pubescents, sont d'abord herbacés puis deviennent ligneux en vieillissant.
Les feuilles sont profondément lobées, d'environ 4 x 6 cm. Elles sont douces et veloutées au toucher, en raison de la présence de nombreux poils glanduleux.

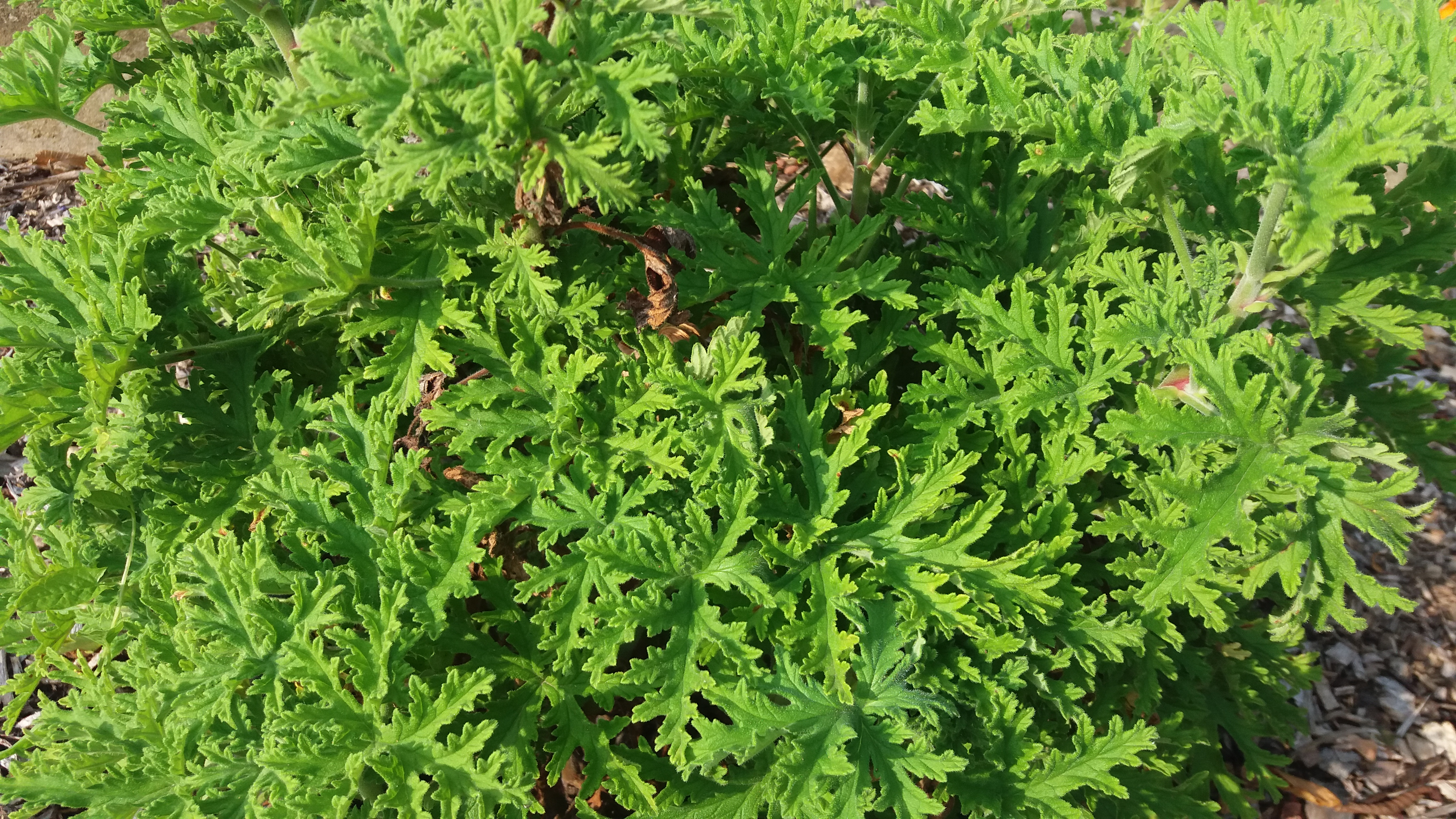
Feuilles.

Pour Harvey (Flora Capensis, 1894) l'odeur est balsamique. Pour Demarne et als, elles dégagent une odeur de menthe, mais comme le fait remarquer Maria Lis-Balchin, l'odeur change fortement au cours de la floraison : des notes de rose se développent au moment de la floraison alors que le reste du temps l'odeur de menthe domine.
Les inflorescences sont des pseudo-ombelles, portant des 10 à 15 fleurs blanches à roses. Les 2 pétales supérieurs sont veinés de rouge grenat, à apex arrondi, échancré, et plus larges que les 3 pétales inférieurs.
En Afrique du Sud, la floraison se fait d'août à janvier (de la fin de l'hiver au début du printemps) avec un pic en septembre-octobre.

## Répulsif anti-moustiques
Certains cultivars de ce pelargonium tels que 'Citrosa' sont souvent vendus pour leurs supposées vertus de répulsif anti-moustiques. Toutefois, les études n'ont pas confirmé ces propriétés,.

## Culture
L'espèce préfère le plein soleil. Elle supporte tous types de sols bien drainés. Elle peut être rustique jusqu'à −2 °C dans certaines conditions mais on veillera à lui éviter les gels en le rentrant à l'intérieur avec au moins 4 heures d'ensoleillement quotidien et un minimum de 5 °C.
Un trop grand apport d'engrais le rend plus fragile et moins odorant.
Il se multiplie facilement par bouturage au début du printemps ou en automne, dans un mélange sablonneux. Pincer pour favoriser la ramification.

## Distribution
L'espèce sauvage Pelargonium graveolens est distribuée dans deux régions séparées d'Afrique du Sud :
- le Limpopo (ancien Nord Transvaal) situé à l'extrême nord-est du pays à la frontière du Botswana, où elle est arrosée durant l'été
- le Cap-Occidental situé à l'extrême sud-ouest du pays, où elle reçoit des pluies toute l'année.

Dans ces deux régions, l'été est chaud et l'hiver doux.
Pelargonium graveolens  croît dans les zones montagneuses, souvent dans des ravins humides.

Plantation de Pelargonium graveolens en Afrique du Sud.
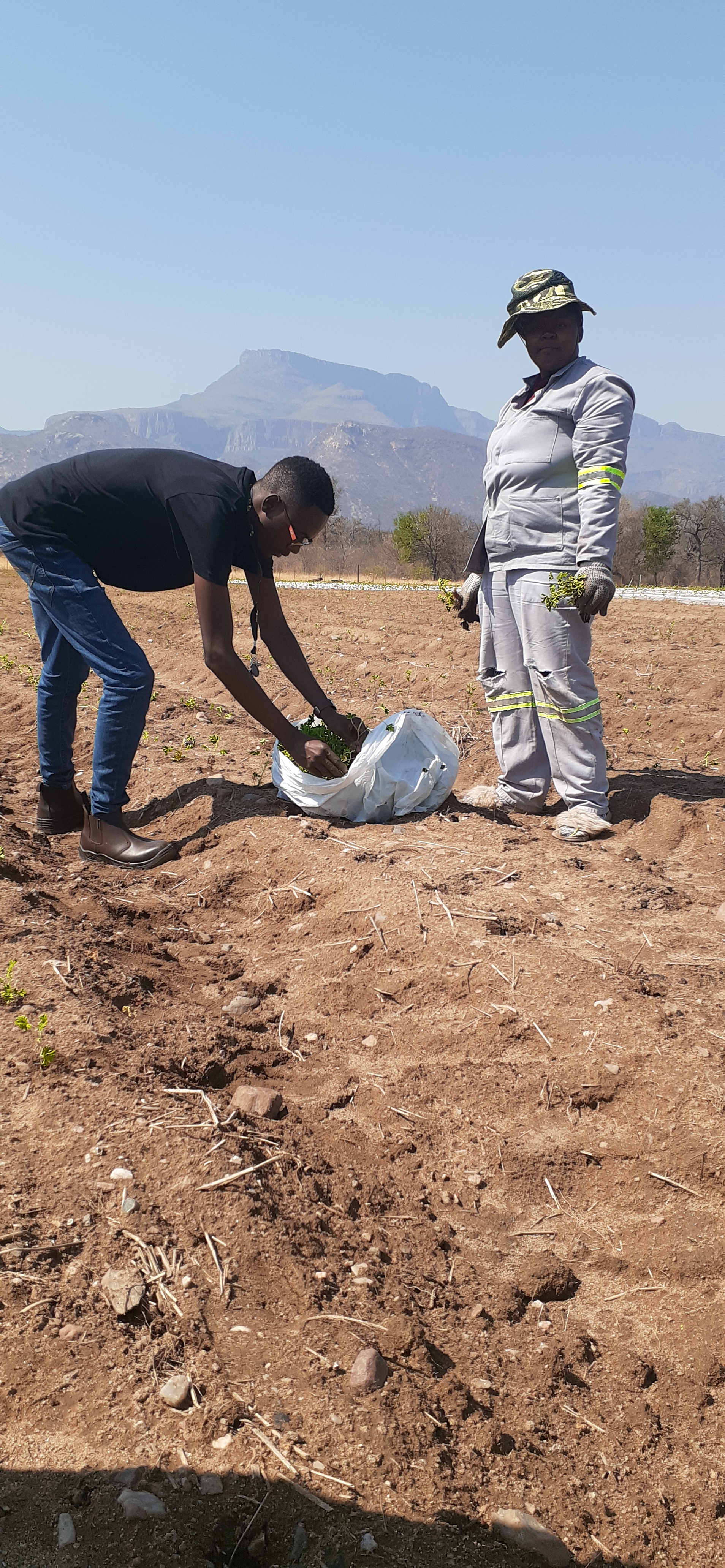
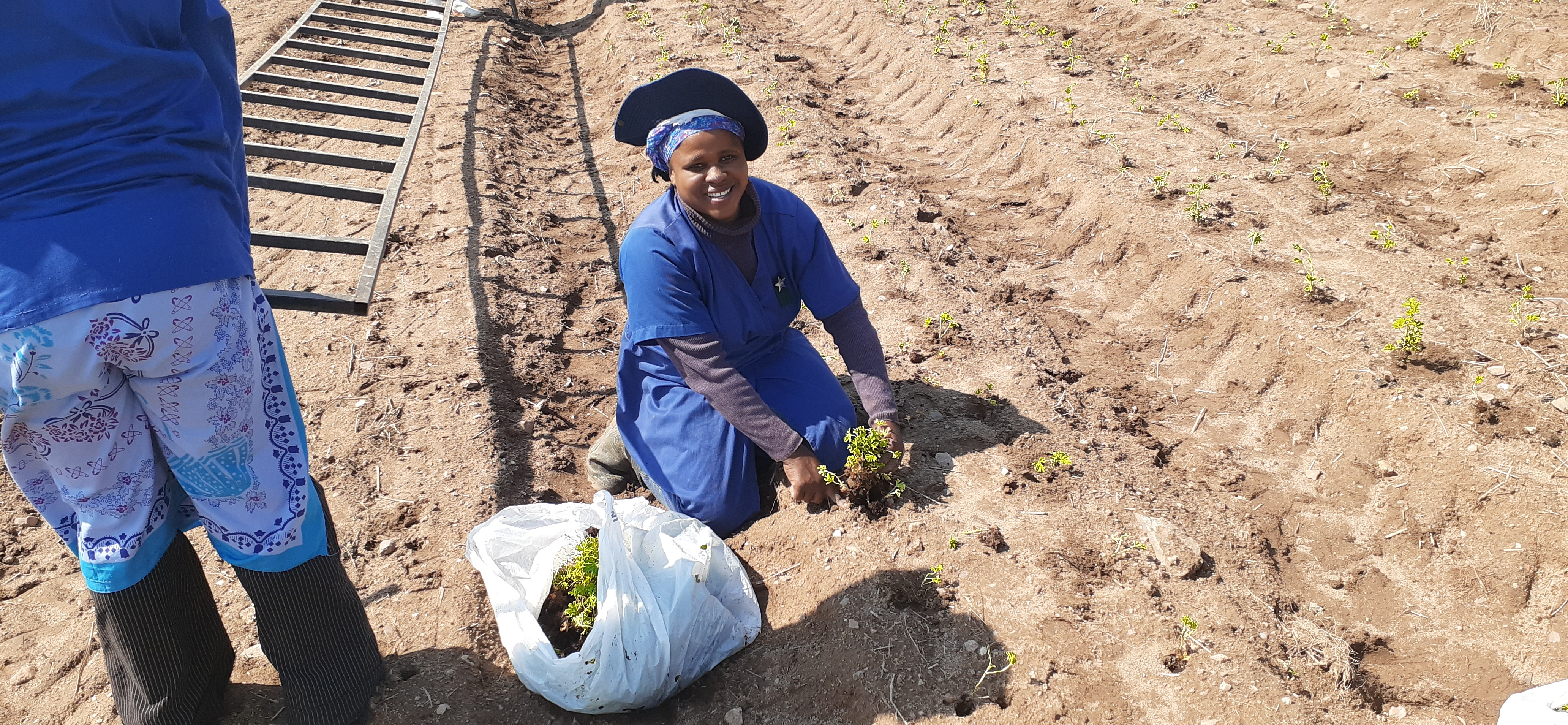
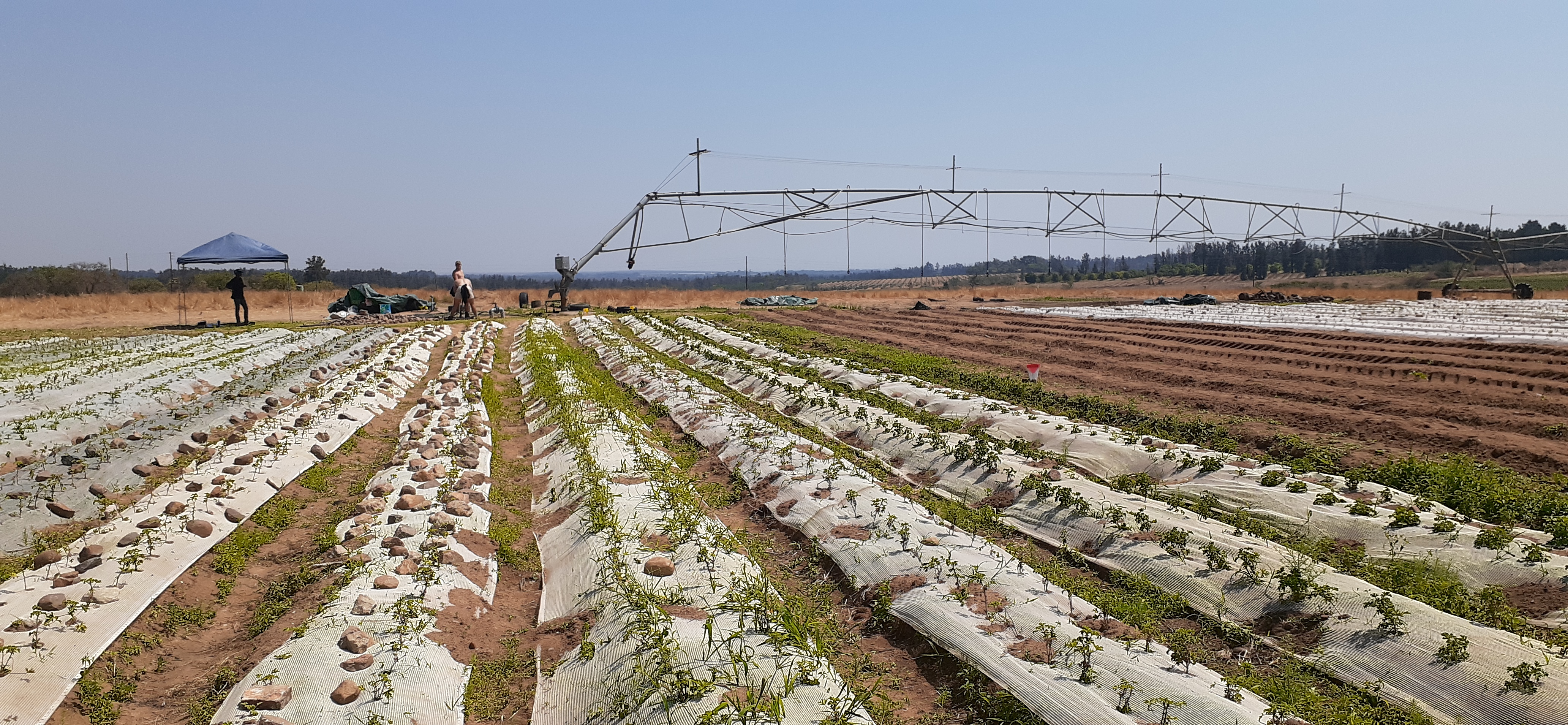

L'espèce a aussi été observée au Zimbabwe et au Mozambique.

## Synonymes
Suivant The Plant List :
- Geraniospermum terebintaceum (Spreng.) Kuntze
- Geranium graveolens (L'Hér.) Thunb.
- Geranium terebinthinaceum Cav. [Illegitimate]
- Pelargonium intermedium Kunth

En ce qui concerne le groupe rosat de pélargoniums hybrides, on trouve aussi souvent ces appellations erronées :
- Pelargonium asperum auct. non Ehrh. ex Willd.,
- Pelargonium graveolens auct. non L’Hér.,
- Pelargonium roseum auct. non Ehrh.

## Huile essentielle et cultivars
Une grande confusion règne dans la dénomination des pélargoniums odorants cultivés pour leur huile essentielle à odeur de rose. Nombre de cultivars issus d'hybridation entre plusieurs espèces sauvages sont désignées par le nom d'une espèce naturelle comme P. graveolens (ou P. capitatum, P. radens etc.).
Dans le cadre de la révision du genre Pelargonium, menée sous la direction de J.J.A. van der Walt  (université de Stellenbosch) depuis 1977, il est établi que les véritables pélargoniums odorants sauvages, Pelargonium radens H.E. Moore et P. graveolens L'Hér. développent une odeur de menthe et sont des octoploïdes, à 2n=88 chromosomes, alors que Pelargonium capitatum L'Hér. est très pauvre en huile essentielle, possède une odeur de rose très faible et ne possède que 2n=66 chromosomes.
P. graveolens, et P. radens sont très proches : ils ne diffèrent que par la morphologie de leur feuille. Van der Walt (1992) indique que P. radens et P. graveolens s'hybrident spontanément dans la nature.
La composition de leur huile essentielle est quasi identique. Les terpènes responsables de l'odeur de rose, à savoir le  citronellol, géraniol, linalol et nerol, sont soit absents soit présents en très faible quantité (<0,5 % du total).
La plupart des cultivars de géranium-rosat sont quant à eux heptaploïdes, c'est-à-dire possèdent 2n=7x=77 chromosomes.
Le haut degré de polyploïdie et leur caractère hybride, rendent ces cultivars male-stériles. Le fruit ne se forme pas.
L'huile essentielle de géranium rosat est produite par distillation à la vapeur d'eau des feuilles. Cette huile essentielle possède un rendement très faible, ainsi il faut environ 1 tonne de plante pour espérer produire 1,5 kg d'huile essentielle.

### Utilisation culinaire
Pelargonium graveolens est employé en cuisine pour parfumer le thé à la rose des marocains, les confitures et les sirops.
Les fleurs sont consommées crues, ajoutées aux salades.
Les feuilles sont parfumées à la rose et sont utilisées comme arôme dans les desserts, gelées, vinaigres, etc. Les feuilles fraîches sont brassées en thé.